# Ciriaco María Sancha Hervas
Ciriaco María kardinál Sancha y Hervás (17. června 1833, Quintana del Pidio – 25. února 1909, Toledo) byl španělský římskokatolický duchovní, arcibiskup toledský, primas španělský, titulární patriarcha Západní Indie a kardinál, zakladatel kongregace Milosrdných sester kardinála Sanchy. Katolická církev jej uctívá jako blahoslaveného.

## Život
Narodil se dne 17. června 1833 v Quintana del Pidio. Jeho rodiči byli Ambrosio Sancha Maestre a Baltasara Hervás Casas. V deseti letech mu zemřela matka. Dne 13. září 1849 přijal svátost biřmování. Studoval na univerzitě v Salamance a získal zde licenciát z teologie.
V Osmě absolvoval formaci na kněžském semináři a dne 27. února 1858 jej biskup z Osmy Vicente Horcos y San Martín v Osmě vysvětil na kněze. 4. března téhož roku sloužil ve své rodné obci svou primiční mši svatou.
V letech 1862–1876 působil na Kubě v arcidiecézi Santiago de Cuba jako sekretář zdejšího arcibiskupa Prima Calva y Lopeho. Věnoval se zde také pastoraci chudých. Dne 5. srpna 1869 založil v Santiago de Cuba ženskou řeholní kongregaci, později přejmenovanou na Milosrdné sestry kardinála Sanchy, jejíž členky se věnují péči o sirotky.
Dne 28. května 1876 byl jmenován pomocným biskupem toledské arcidiecéze a titulárním biskupem areopoliským. Biskupské svěcení přijal v Madridu 12. března téhož roku z rukou arcibiskupa toledského a kardinála Morena y Maisanove. Spolusvětiteli byli biskupové Pedro José Sánchez Carrascosa y Carrión a José Oliver y Hurtado.
Dne 29. prosince 1881 byl jmenován diecézním biskupem z Ávily a 27. března 1882 toto jmenování potvrdil papež papež Lev XIII. Dne 10. června 1886 byl jmenován biskupem diecéze madridsko-alcalatské, kdy nahradil zavražděného Martíneze Izquierda. Jako biskup této diecéze svolal roku 1888 první Národní katolický kongres.
Papež Lev XIII. jej dne 11. července 1892 jmenoval arcibiskupem valencijským. 14. listopadu téhož roku se ujal úřadu. Ve dnech 19.–26. listopadu 1893 se ve Valencii účastnil Národního eucharistického kongresu.
Dne 18. července 1894 jej papež Lev XIII. jmenoval kardinálem-knězem ze San Pietro in Montorio. Dne 24. března 1898 byl jmenován arcibiskupem toledským a španělským primasem. Současně s tím obdržel čestný titul patriarchy Západní Indie. Inicioval zde pastorační činnost mezi potřebnými, zvláště v dobách politických problémů

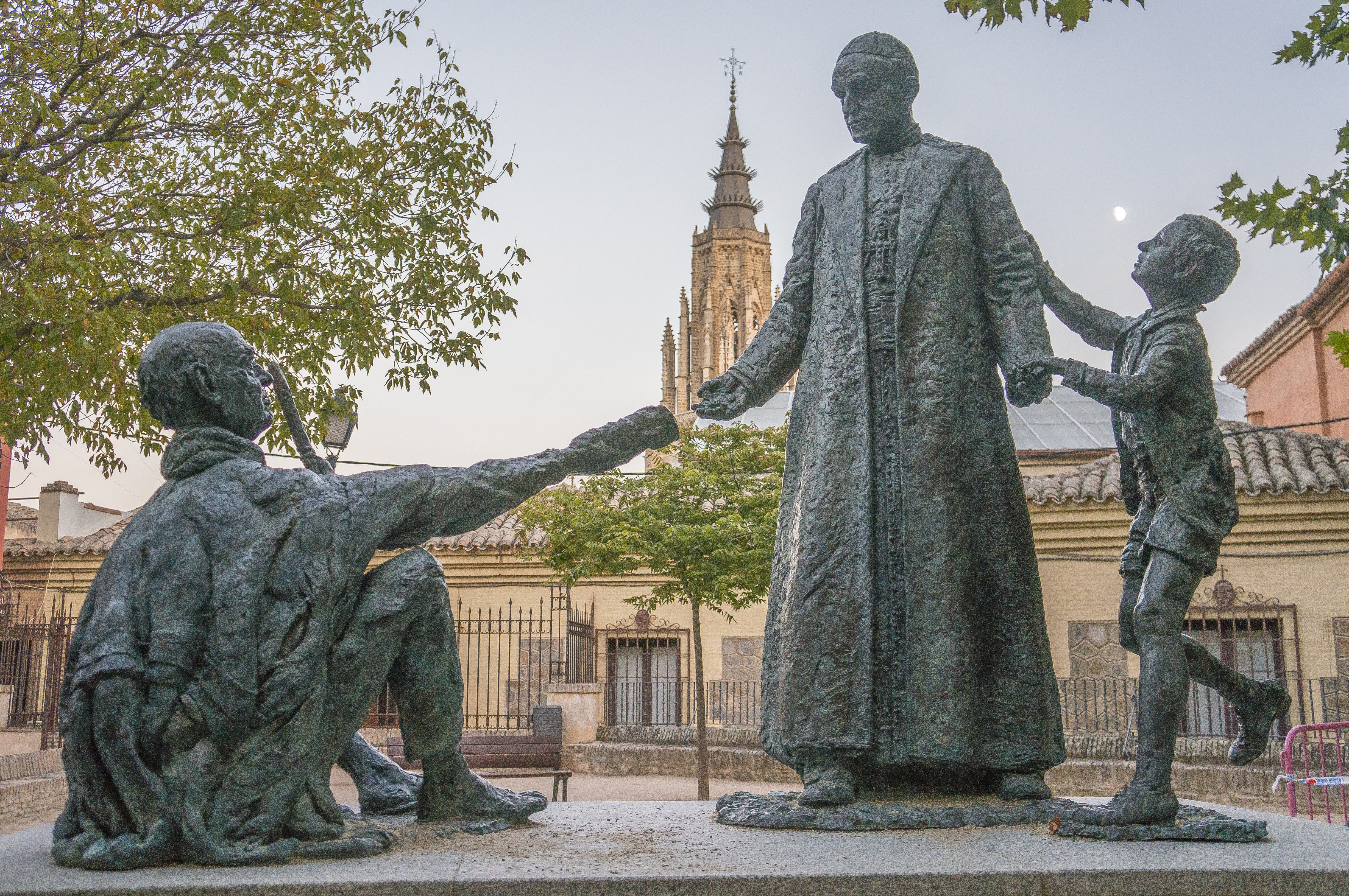
Jeho socha v Toledu

Jako kardinál se zúčastnil konkláve v roce 1903, při kterém byl zvolen papežem sv. Pius X.
Zemřel dne 25. února 1909 v Toledu, kde je pohřben katedrále Nanebevzetí Panny Marie.

## Úcta
Jeho beatifikační proces započal dne 19. června 1982, čímž obdržel titul služebník Boží. Dne 28. dubna 2006 jej papež Benedikt XVI. podepsáním dekretu o jeho hrdinských ctnostech prohlásil za ctihodného. Dne 17. ledna 2009 byl uznán zázrak na jeho přímluvu, potřebný pro jeho blahořečení.
Blahořečen pak byl dne 18. října 2009 v katedrále Nanebevzetí Panny Marie v Toledu. Obřadu předsedal jménem papeže Benedikta XVI. arcibiskup Angelo Amato.
Jeho památka je připomínána 25. února. Bývá zobrazován v kardinálském oděvu.